# Нойфельд-ан-дер-Лайта
Нойфельд-ан-дер-Лайта (нем. Neufeld an der Leitha) — город  в Австрии, в федеральной земле Бургенланд. 
Входит в состав округа Айзенштадт-Умгебунг.  Население по данным переписи на 31.10.2011 г. 3182 человека. Занимает площадь 424,22 га. Официальный код  —  1 03 09.

## Политическая ситуация
Бургомистр городской общины — Михель Лампель (СДПА) по результатам выборов 2007 года.
Совет представителей городской общины (нем. Gemeinderat) состоит из 23 мест.
- СДПА занимает 17 мест.
- АНП занимает 5 мест.
- АПС занимает 1 место.